# Марцел Лічка
Марцел Лічка (чеськ. Marcel Lička; нар. 17 липня 1977 року, Острава) — чеський футболіст і футбольний тренер. Головний тренер російського клубу «Динамо (Москва)». Син чехословацького футболіста Вернера Лічки, брат футболіста Маріо Лічки.

## Кар'єра гравця

### Клубна
Марцел Лічка почав професійну кар'єру в рідному місті, в остравському клубі «Банік», в якому свого часу 10 років провів його батько Вернер. Перший офіційний матч зіграв 15 листопада 1997 року. Відігравши в клубі кілька років, перейшов в 2001 році в празьку «Славію», з якою став володарем Кубка Чехії з футболу 2002 року. Провівши наступні 2 роки в декількох чеських клубах, перейшов в польську Екстраклясу, ставши стабільним гравцем основи клубу «Гурник» з міста Забже. Через 2 роки Марцел на півсезону перейшов в інший польський клуб, «Дискоболія» з міста Гродзиськ-Великопольський, де в цей час тренером був його батько. Пішовши з «Дискоболії», Марцел кілька років грав в нижчих лігах Іспанії («Орадада», 4 ліга Іспанії) і Франції («Кале», 3 ліга Франції).
У 2010 році Марцел Лічка повертається в чемпіонат Чехії в складі «Кладно», де і завершив кар'єру, зігравши останній матч 15 травня 2010 року. Всього в кар'єрі провів 164 матчі в чемпіонатах Чехії, 30 матчів в Екстраклясі, 4 матчі (і 1 гол) в Лізі Європи.

### У збірній
У складі молодіжної збірної Чехії (U-21) провів 12 ігор, в тому числі 6 товариських і 6 в стадії відбору на молодіжний чемпіонат Європи 2000 року, однак до заявки команди на фінальну частину турніру не потрапив. Голів за збірну не забивав.

## Кар'єра тренера
Тренерську кар'єру розпочав у 2013 році в клубі з шостої ліги Чехії «Куніце», в 2015—2016 роках тренував клуб «Хмел» з селища Блшани (4-й дивізіон Чехії). Паралельно з тренерською роботою працював експертом на чеському телебаченні. У сезонах 2015/16 і 2016/17 був асистентом головного тренера (яким був його батько) в клубі «Радомяк» із Радома.
На початку 2018 року був запрошений як асистент тренера в «Динамо-Брест» (асистував Радославу Латалу). Після відставки Латала Марцел Лічка залишився в клубі на позиції асистента головного тренера, допомагаючи в тренерському процесі спочатку Сергію Ковальчуку, а потім Олексію Шпилевському. Після відставки останнього влітку 2018 року Марцел залишився виконуючим обов'язки головного тренера до кінця сезону.
У сезоні 2019 року Марцел був призначений головним тренером. Тричі визнавався тренером місяця в чемпіонаті Білорусі 2019 (в травні, червні та вересні). Під його керівництвом команда завоювала Суперкубок Білорусі і вперше стала чемпіоном країни, перервавши серію з 13 титулів БАТЕ, однак клуб вирішив не продовжувати контракт з чеським фахівцем на наступний сезон.
28 серпня 2020 очолив «Оренбург», який виступав на момент його приходу в ФНЛ. За підсумками сезону 2020/2021 ФК «Оренбург» під його керівництвом посів друге місце, що дозволяло за спортивним принципом вийти в РПЛ. Але через зміни в регламенті, прийняті в середині сезону, підопічні Марцела Лічки залишилися в ФНЛ. Утім вже за результатами сезону 2021/22 повернув оренбурзьку команду до найвищого дивізіону, а наступний сезон 2022/23 вона завершила на сьомому місці у Прем'єр-лізі.
У червні 2023 року уклав однорічну тренерську угоду із московським «Динамо»

## Досягнення

### Як гравець
- Володар Кубка Чехії: 2002

### Як тренер
- Володар Суперкубка Білорусі: 2019
- Чемпіон Білорусі: 2019